# Отрубок (Логойський район)
Отрубок — (біл. вёска Адрубак), село (веска) в складі Логойського району розташоване в Мінській області Білорусі, підпорядковане Плещеницькій сільській раді.
Село Отрубок розташоване в центральних районах Білорусі, у північній частині Мінської області.